# Forte de São Sebastião sobre a Ribeira da Cruz
A Forte de São Sebastião sobre a Ribeira da Cruz localizava-se na foz da Ribeira da Cruz, na freguesia da Caveira, concelho de Santa Cruz das Flores, na costa este da ilha das Flores, nos Açores.
Em posição dominante sobre este trecho do litoral, constituiu-se em uma bateria destinada à defesa deste ancoradouro contra os ataques de piratas e corsários, outrora frequentes nesta região do oceano Atlântico.

## História
No contexto da Guerra da Sucessão Espanhola (1702-1714) encontra-se referido como "O Forte de São Sebastiam sobre a Ribeira da Cruz." na relação "Fortificações nos Açores existentes em 1710".
A "Relação" do marechal de campo Barão de Bastos em 1862 refere-o como "Posto da Foz da Ribeira da Cruz" e informa: "Idem" ("Não existem vestígios de fortificação").
A estrutura não chegou até aos nossos dias.